# Diourao
Diourao est une localité du département de Tiankoura, dans la province du Bougouriba (région du Sud-Ouest) au Burkina Faso. En 2006, cette localité comptait 556 habitants dont 53.4% de femmes.